# Sri-lankische Cricket-Nationalmannschaft in Bangladesch in der Saison 2017/18
Die Tour der sri-lankischen Cricket-Nationalmannschaft nach Bangladesch in der Saison 2017/18 fand vom 31. Januar bis zum 18. Februar 2018 statt. Die internationale Cricket-Tour war Bestandteil der Internationalen Cricket-Saison 2017/18 und umfasste zwei Tests und zwei Twenty20s. Sri Lanka gewann die Test-Serie mit 1–0 und die Twenty20-Serie 2–0.

## Vorgeschichte
Beide Mannschaften spielten zuvor in einem Drei-Nationen-Turnier in Bangladesch zusammen mit Simbabwe, in dessen Finale sich Sri Lanka gegen Bangladesch mit 79 Runs durchsetzen konnte. Das letzte Aufeinandertreffen der beiden Mannschaften bei einer Tour fand in der Saison 2016/17 in Sri Lanka statt.

## Stadien
Die folgenden Stadien wurden für die Tour als Austragungsort vorgesehen.
| Stadion                                | Stadt      | Kapazität | Spiele          |
| -------------------------------------- | ---------- | --------- | --------------- |
| Zohur Ahmed Chowdhury Stadium          | Chittagong | 22.000    | 1. Test         |
| Sher-e-Bangla National Cricket Stadium | Dhaka      | 26.000    | 2. Test, 1. T20 |
| Sylhet International Cricket Stadium   | Sylhet     | 18.500    | 2. T20          |

## Kaderlisten
Sri Lanka benannte seinen Test-Kader am 13. Januar 2018.
Bangladesch benannte seinen Test-Kader am 26. Januar 2018.
| Test | Test | Twenty20 | Twenty20 |
| Bangladesch | Sri Lanka | Bangladesch | Sri Lanka |
| --- | --- | --- | --- |
| - Mahmudullah (K) - Abdur Razzak - Imrul Kayes - Kamrul Islam Rabbi - Litton Das (wk) - Mominul Haque - Mosaddek Hossain - Mushfiqur Rahim - Mustafizur Rahman - Nayeem Hasan - Mehedi Hasan - Rubel Hossain - Sabbir Rahman - Sunzamul Islam - Taijul Islam - Tamim Iqbal - Tanbir Hayder | - Dinesh Chandimal (K) - Suranga Lakmal (VK) - Dushmantha Chameera - Akila Dananjaya - Dhananjaya de Silva - Niroshan Dickwella (wk) - Lahiru Gamage - Danushka Gunathilaka - Rangana Herath - Dimuth Karunaratne - Lahiru Kumara - Kusal Mendis - Angelo Mathews - Dilruwan Perera - Lakshan Sandakan - Roshen Silva | - Mahmudullah (K) - Abu Hider - Abu Jayed - Afif Hossain - Ariful Haque - Mahedi Hasan - Mohammad Saifuddin - Nazmul Islam - Mohammad Mithun - Mushfiqur Rahim (wk) - Mustafizur Rahman - Rubel Hossain - Sabbir Rahman - Soumya Sarkar - Tamim Iqbal - Zakir Hasan | - Dinesh Chandimal (K, wk) - Amila Aponso - Akila Dananjaya - Niroshan Dickwella (wk) - Asitha Fernando - Asela Gunaratne - Danushka Gunathilaka - Shehan Madushanka - Jeevan Mendis - Kusal Mendis - Kusal Perera - Thisara Perera - Dasun Shanaka - Upul Tharanga - Isuru Udana - Jeffrey Vandersay |

## Tests

### Erster Test in Chittagong
| 31. Januar – 4. Februar Scorecard | Chittagong | Bangladesch 513 (129.5) & 307-5d (100) | – | Sri Lanka 713-9d (199.3) |
|                                   |            | Remis                                  |   |                          |

Bangladesch gewann den Münzwurf und entschied sich als Schlagmannschaft zu beginnen. Als Spieler des Spiels wurde Mominul Haque ausgezeichnet.
Im Nachlauf des Spiels wurde der Pitch des Stadions vom Weltverband ICC als unterdurchschnittlich bewertet.

### Zweiter Test in Dhaka
| 8. – 12. Februar Scorecard | Dhaka | Sri Lanka 222 (65.3) & 226 (73.5) | – | Bangladesch 110 (45.4) & 123 (29.3) |
|                            |       | Sri Lanka gewinnt mit 215 Runs    |   |                                     |

Sri Lanka gewann den Münzwurf und entschied sich als Schlagmannschaft zu beginnen. Als Spieler des Spiels wurde Roshen Silva ausgezeichnet.

## Twenty20 Internationals

### Erstes Twenty20 in Dhaka
| 15. Februar Scorecard | Dhaka | Bangladesch 193-5 (20)          | – | Sri Lanka 194-4 (16.4) |
|                       |       | Sri Lanka gewinnt mit 6 Wickets |   |                        |

Bangladesch gewann den Münzwurf und entschied sich als Schlagmannschaft zu beginnen. Als Spieler des Spiels wurde Kusal Mendis ausgezeichnet.

### Zweites Twenty20 in Sylhet
| 18. Februar Scorecard | Sylhet | Sri Lanka 210-4 (20)          | – | Bangladesch 135 (18.4) |
|                       |        | Sri Lanka gewinnt mit 75 Runs |   |                        |

Bangladesch gewann den Münzwurf und entschied sich als Feldmannschaft zu beginnen. Als Spieler des Spiels wurde Kusal Mendis ausgezeichnet.

## Auszeichnungen

### Player of the Series
Als Player of the Series wurden der folgende Spieler ausgezeichnet.
| Serie | Player of the Series |
| ----- | -------------------- |
| Test  | Roshen Silva         |
| T20   | Kusal Mendis         |

### Player of the Match
Als Player of the Match wurden die folgenden Spieler ausgezeichnet.
| Spiel   | Player of the Match |
| ------- | ------------------- |
| 1. Test | Mominul Haque       |
| 2. Test | Roshen Silva        |
| 1. T20  | Kusal Mendis        |
| 2. T20  | Kusal Mendis        |